# Juliette Cummins
Juliette Marie Cummins (ur. w 1964 w Long Beach w Kalifornii) – amerykańska aktorka.
W 1984 roku zadebiutowała rolą Jenny w filmie kinowym Running Hot. Wkrótce pojawiła się jako Sophie w popularnym serialu Simon & Simon. W drugiej połowie lat osiemdziesiątych wystąpiła w sequelach trzech słynnych dreszczowców. Pierwszy był Piątek, trzynastego 5. Juliette zagrała w nim jedną z ważniejszych ról drugoplanowych, a że film odniósł spory sukces w amerykańskich kinach, aktorka znalazła się na ustach Ameryki. Już w 1986 roku zagrała w klasycznej Psychozie III, a rok później wcieliła się w postać Sheili Barrington w dość ciepło przyjętym przez widownię Masakra na przyjęciu 2. W latach dziewięćdziesiątych zagrała rolę Cummins – w thrillerach Click: The Calendar Girl Killer (1990) oraz Camp Fear (1991). Obecnie mieszka w Los Angeles i jest nauczycielką szkolną.